# (8147) Colemanhawkins
(8147) Colemanhawkins ist ein im mittleren Hauptgürtel gelegener Asteroid, der am 28. September 1984 vom US-amerikanischen Astronomen Brian A. Skiff an der Anderson Mesa Station (IAU-Code 688) des Lowell-Observatoriums in Anderson Mesa entdeckt wurde.
Der Himmelskörper wurde am 28. September 1999 nach dem amerikanischen Jazzmusiker Coleman Hawkins (1904–1969) benannt, der als „Vater“ des Tenorsaxophonspiels gilt und neben Lester Young einer der ersten stilbildenden Solisten auf dem Instrument war.